# Jobabe (filho de Zerá)
Jobabe (em hebraico: יובב), filho de Zerá, foi um antigo rei de Edom. Ele sucedeu Bela ben Beor na realeza, aparentemente, eletiva dos edomitas. Governou de Bozra e foi sucedido por Husão.
A data do seu reinado são desconhecidas, e há muita controvérsia sobre se a suposta ligação com Jó é ainda válida.
Embora Adam Clarke defenda uma posição diferente, muitos estudiosos notáveis da Bíblia identificam Jobabe com o personagem bíblico Jó. Um livro escrito por David J. Gibson intitulado De onde vieram os hicsos, reis do Egito (Whence Came the Hyksos, Kings of Egypt) oferece uma contestação detalhada da teoria com base em numerosas Escrituras do Livro de Jó, nomes de pessoas, a geografia, ocupação e contemporâneos.
| Precedido por Bela ben Beor | Rei de Edom | Sucedido por Husão |